# Вилла Сомали
Вилла Сомали (сомал. Madaxtooyada Soomaaliya, араб. فيلا الصومال‎) — официальная резиденция президента Сомали, расположенная в столице Сомали, городе Могадишо.

## История
Вилла Сомали была построена в стиле современного ар-деко колониальными властями итальянского Сомалиленда, служа резиденцией для губернаторов. Вилла Сомали находилась на возвышенности, откуда открывался вид на итальянский Могадишо на Индийском океане, порт и аэропорт Петрелла. Первоначально это было большое квадратное оштукатуренное здание с черепичной крышей. 
Здание было построено в новой части города (разработанной итальянцами в конце 1930-х годов) и являлось знаменитым символом архитектуры в стиле модерн (ар-деко).
После обретения независимости в 1960 году здание стало президентским дворцом президента Сомалийской Республики. После начала гражданской войны и свержения администрации Сиада Барре в начале 1990-х годов различные лидеры местных группировок боролись за контроль над резиденцией и обосновывались в ней.
8 января 2007 года президент Переходного федерального правительства Абдуллахи Юсуф Ахмед впервые с момента своего избрания на этот пост прибыл в Могадишо. Впоследствии правительство переехало в Виллу Сомали из своего временного местонахождения в Байдабо, тем самым вернув зданию статус главной резиденции президента Сомали.